# Chicago (Band)/Diskografie
Diese Diskografie ist eine Übersicht über die musikalischen Werke der US-amerikanischen Rockband Chicago. Den Quellenangaben zufolge hat sie bisher mehr als 100 Millionen Tonträger verkauft, davon alleine in ihrer Heimat über 44,6 Millionen. Ihre erfolgreichste Veröffentlichung ist das Album Chicago 17 mit über 6,1 Millionen verkauften Einheiten.

## Alben

### Studioalben
| Jahr | Titel                                 | Höchstplatzierung, Gesamtwochen, AuszeichnungChartplatzierungen (Jahr, Titel, Platzierungen, Wochen, Auszeichnungen, Anmerkungen) | Höchstplatzierung, Gesamtwochen, AuszeichnungChartplatzierungen (Jahr, Titel, Platzierungen, Wochen, Auszeichnungen, Anmerkungen) | Höchstplatzierung, Gesamtwochen, AuszeichnungChartplatzierungen (Jahr, Titel, Platzierungen, Wochen, Auszeichnungen, Anmerkungen) | Höchstplatzierung, Gesamtwochen, AuszeichnungChartplatzierungen (Jahr, Titel, Platzierungen, Wochen, Auszeichnungen, Anmerkungen) | Höchstplatzierung, Gesamtwochen, AuszeichnungChartplatzierungen (Jahr, Titel, Platzierungen, Wochen, Auszeichnungen, Anmerkungen) | Anmerkungen |
| Jahr | Titel                                 | DE | AT | CH | UK | US | Anmerkungen |
| ---- | ------------------------------------- | --- | --- | --- | --- | --- | --- |
| 1969 | Chicago Transit Authority             | — | — | — | UK9 (14 Wo.)UK | US17 ×2Doppelplatin · (171 Wo.)US                                                                                                 | Erstveröffentlichung: 28. April 1969 |
| 1970 | Chicago II                            | DE20 (3 Wo.)DE | — | — | UK6 (27 Wo.)UK | US4 Platin · (134 Wo.)US | Erstveröffentlichung: 26. Januar 1970 |
| 1971 | Chicago III                           | DE17 (1 Wo.)DE | — | — | UK9 (5 Wo.)UK | US2 Platin · (63 Wo.)US | Erstveröffentlichung: 11. Januar 1971 |
| 1972 | Chicago V                             | — | — | — | UK24 (2 Wo.)UK | US1 ×2Doppelplatin · (51 Wo.)US                                                                                                   | Erstveröffentlichung: 10. Juli 1972 |
| 1973 | Chicago VI                            | — | — | — | — | US1 ×2Doppelplatin · (73 Wo.)US                                                                                                   | Erstveröffentlichung: 25. Juni 1973 |
| 1974 | Chicago VII                           | — | — | — | — | US1 Platin · (69 Wo.)US | Erstveröffentlichung: 11. März 1974 |
| 1975 | Chicago VIII                          | — | — | — | — | US1 Platin · (29 Wo.)US | Erstveröffentlichung: 24. März 1975 |
| 1976 | Chicago X                             | DE5 (11 Wo.)DE | AT18 (12 Wo.)AT | — | UK21 Silber · (11 Wo.)UK | US3 ×2Doppelplatin · (44 Wo.)US                                                                                                   | Erstveröffentlichung: 14. Juni 1976 |
| 1977 | Chicago XI                            | DE39 (1 Wo.)DE | AT9 (8 Wo.)AT | — | — | US6 Platin · (20 Wo.)US | Erstveröffentlichung: 12. September 1977 |
| 1978 | Hot Streets                           | — | — | — | — | US12 Platin · (29 Wo.)US | Erstveröffentlichung: 2. Oktober 1978 |
| 1979 | Chicago 13                            | — | — | — | — | US21 Gold · (10 Wo.)US | Erstveröffentlichung: 13. August 1979 |
| 1980 | Chicago XIV                           | — | — | — | — | US71 (9 Wo.)US | Erstveröffentlichung: 21. Juli 1980 |
| 1982 | Chicago 16                            | DE11 Gold · (36 Wo.)DE | AT19 (4 Wo.)AT | — | UK44 (9 Wo.)UK | US9 Platin · (38 Wo.)US | Erstveröffentlichung: 7. Juni 1982 |
| 1984 | Chicago 17                            | DE12 (21 Wo.)DE | — | CH6 Gold · (18 Wo.)CH | UK24 Gold · (20 Wo.)UK | US4 ×6Sechsfachplatin · (72 Wo.)US                                                                                                | Erstveröffentlichung: 14. Mai 1984 |
| 1986 | Chicago 18                            | DE49 (6 Wo.)DE | — | CH18 (4 Wo.)CH | — | US35 Gold · (45 Wo.)US | Erstveröffentlichung: 29. September 1986 |
| 1988 | Chicago 19                            | DE42 (7 Wo.)DE | — | CH22 (4 Wo.)CH | — | US37 Platin · (42 Wo.)US | Erstveröffentlichung: 20. Juni 1988 |
| 1991 | Twenty 1                              | DE66 (8 Wo.)DE | — | CH27CH | — | US66 (11 Wo.)US | Erstveröffentlichung: 29. Januar 1991 |
| 1995 | Night & Day: Big Band                 | — | — | — | — | US90 (7 Wo.)US | Erstveröffentlichung: 23. Mai 1995 |
| 1998 | Chicago XXV: The Christmas Album      | — | — | — | — | US47 Gold (1999) + Gold (2003 Re-Release) · (7 Wo.)US                                                                             | Erstveröffentlichung: 25. August 1998 Weihnachtsalbum; Wiederveröffentlichung 2003 als What’s It Gonna Be, Santa? mit sechs zusätzlichen Liedern |
| 2006 | Chicago XXX                           | — | — | — | — | US41 (2 Wo.)US | Erstveröffentlichung: 21. März 2006 |
| 2008 | Chicago XXXII: Stone of Sisyphus      | — | — | — | — | US122 (2 Wo.)US | Erstveröffentlichung: 17. Juni 2008 |
| 2011 | Chicago XXXIII: O Christmas Three     | — | — | — | — | US170 (1 Wo.)US | Erstveröffentlichung: 4. Oktober 2011 Weihnachtsalbum                                                                                            |
| 2013 | Chicago XXXV: The Nashville Sessions  | — | — | — | — | — | Erstveröffentlichung: 2013 |
| 2014 | Chicago XXXVI: Now                    | DE56 (2 Wo.)DE | — | CH100 (1 Wo.)CH | — | US82 (1 Wo.)US | Erstveröffentlichung: 4. Juli 2014 |
| 2019 | Chicago XXXVII: Chicago Christmas     | — | — | — | — | — | Erstveröffentlichung: 11. Oktober 2019 Weihnachtsalbum                                                                                           |
| 2022 | Chicago XXXVIII: Born for this Moment | — | — | — | — | — | Erstveröffentlichung: 15. Juli 2022 |

grau schraffiert: keine Chartdaten aus diesem Jahr verfügbar

### Livealben
| Jahr | Titel                    | Höchstplatzierung, Gesamtwochen, AuszeichnungChartplatzierungen (Jahr, Titel, Platzierungen, Wochen, Auszeichnungen, Anmerkungen) | Höchstplatzierung, Gesamtwochen, AuszeichnungChartplatzierungen (Jahr, Titel, Platzierungen, Wochen, Auszeichnungen, Anmerkungen) | Höchstplatzierung, Gesamtwochen, AuszeichnungChartplatzierungen (Jahr, Titel, Platzierungen, Wochen, Auszeichnungen, Anmerkungen) | Höchstplatzierung, Gesamtwochen, AuszeichnungChartplatzierungen (Jahr, Titel, Platzierungen, Wochen, Auszeichnungen, Anmerkungen) | Höchstplatzierung, Gesamtwochen, AuszeichnungChartplatzierungen (Jahr, Titel, Platzierungen, Wochen, Auszeichnungen, Anmerkungen) | Anmerkungen                            |
| Jahr | Titel                    | DE | AT | CH | UK | US | Anmerkungen                            |
| ---- | ------------------------ | --- | --- | --- | --- | --- | -------------------------------------- |
| 1971 | Chicago at Carnegie Hall | — | — | — | — | US3 Platin · (46 Wo.)US | Erstveröffentlichung: 25. Oktober 1971 |
| 2018 | Live – VI Decades Live   | DE66 (1 Wo.)DE | — | — | — | — | Erstveröffentlichung: 6. April 2018    |

grau schraffiert: keine Chartdaten aus diesem Jahr verfügbar
Weitere Livealben
- 1972: Live in Japan
- 1999: Chicago XXVI: Live in Concert
- 2011: Chicago XXXIV: Live in ’75
- 2015: Chicago at Symphony Hall
- 2018: Chicago: Chicago II Live on Soundstage
- 2018: Chicago: Greatest Hits Live
- 2018: Chicago: Live at the Isle of Wight Festival
- 2024: Live at 55

### Kompilationen
| Jahr | Titel                                                        | Höchstplatzierung, Gesamtwochen, AuszeichnungChartplatzierungen (Jahr, Titel, Platzierungen, Wochen, Auszeichnungen, Anmerkungen) | Höchstplatzierung, Gesamtwochen, AuszeichnungChartplatzierungen (Jahr, Titel, Platzierungen, Wochen, Auszeichnungen, Anmerkungen) | Höchstplatzierung, Gesamtwochen, AuszeichnungChartplatzierungen (Jahr, Titel, Platzierungen, Wochen, Auszeichnungen, Anmerkungen) | Höchstplatzierung, Gesamtwochen, AuszeichnungChartplatzierungen (Jahr, Titel, Platzierungen, Wochen, Auszeichnungen, Anmerkungen) | Höchstplatzierung, Gesamtwochen, AuszeichnungChartplatzierungen (Jahr, Titel, Platzierungen, Wochen, Auszeichnungen, Anmerkungen) | Anmerkungen                                                                |
| Jahr | Titel                                                        | DE | AT | CH | UK | US | Anmerkungen                                                                |
| ---- | ------------------------------------------------------------ | --- | --- | --- | --- | --- | -------------------------------------------------------------------------- |
| 1975 | Chicago IX – Chicago’s Greatest Hits                         | — | — | — | — | US1 ×5Fünffachplatin · (72 Wo.)US                                                                                                 | Erstveröffentlichung: 10. November 1975                                    |
| 1981 | Greatest Hits, Volume II                                     | — | — | — | — | US171 (5 Wo.)US | Erstveröffentlichung: 23. November 1981                                    |
| 1982 | Love Songs (1982)                                            | — | — | — | UK42 (8 Wo.)UK | — | Erstveröffentlichung: 1982                                                 |
| 1982 | The Feeling of Chicago – A Collection of Their Greatest Hits | DE8 (11 Wo.)DE | — | — | — | — | Erstveröffentlichung: 1982                                                 |
| 1989 | Greatest Hits 1982–1989                                      | — | — | — | UK6 Platin · (26 Wo.)UK | US37 ×5Fünffachplatin · (25 Wo.)US                                                                                                | Erstveröffentlichung: 21. November 1989 in Europa als The Heart of Chicago |
| 1996 | The Very Best Of: Only the Beginning                         | DE52 (10 Wo.)DE | AT49 (1 Wo.)AT | — | UK— SilberUK | — | Erstveröffentlichung: 1996                                                 |
| 1997 | The Heart of Chicago 1967–1997                               | DE47 (3 Wo.)DE | — | — | UK21 Gold · (5 Wo.)UK | US55 Gold · (27 Wo.)US | Erstveröffentlichung: 22. April 1997                                       |
| 1998 | The Heart of Chicago 1967–1998 Volume II                     | — | — | — | — | US154 (2 Wo.)US | Erstveröffentlichung: 12. Mai 1998                                         |
| 2002 | The Chicago Story: Complete Greatest Hits                    | DE25 Gold · (8 Wo.)DE | AT4 (11 Wo.)AT | CH29 (7 Wo.)CH | UK11 Gold · (8 Wo.)UK | US20 ×2Doppelplatin · (30 Wo.)US                                                                                                  | Erstveröffentlichung: 2. September 2002                                    |
| 2005 | Love Songs (2005)                                            | — | — | CH56 (3 Wo.)CH | — | US57 (4 Wo.)US | Erstveröffentlichung: 25. Januar 2005                                      |
| 2007 | The Best of Chicago: 40th Anniversary Edition                | — | — | — | — | US100 Gold · (7 Wo.)US | Erstveröffentlichung: 2. Oktober 2007                                      |

grau schraffiert: keine Chartdaten aus diesem Jahr verfügbar
Weitere Kompilationen
- 1983: If You Leave Me Now
- 1984: The Ultimate Collection
- 1985: Take Me Back to Chicago
- 1991: Group Portrait
- 1995: Overtime
- 1995: 25 Years of Gold
- 1996: The Very Best of Chicago
- 1997: Chicago Presents the Innovative Guitar of Terry Kath
- 2003: The Box
- 2013: Chicago Collectors Edition

## Singles
| Jahr | Titel Album                                                         | Höchstplatzierung, Gesamtwochen, AuszeichnungChartplatzierungen (Jahr, Titel, Album, Platzierungen, Wochen, Auszeichnungen, Anmerkungen) | Höchstplatzierung, Gesamtwochen, AuszeichnungChartplatzierungen (Jahr, Titel, Album, Platzierungen, Wochen, Auszeichnungen, Anmerkungen) | Höchstplatzierung, Gesamtwochen, AuszeichnungChartplatzierungen (Jahr, Titel, Album, Platzierungen, Wochen, Auszeichnungen, Anmerkungen) | Höchstplatzierung, Gesamtwochen, AuszeichnungChartplatzierungen (Jahr, Titel, Album, Platzierungen, Wochen, Auszeichnungen, Anmerkungen) | Höchstplatzierung, Gesamtwochen, AuszeichnungChartplatzierungen (Jahr, Titel, Album, Platzierungen, Wochen, Auszeichnungen, Anmerkungen) | Anmerkungen |
| Jahr | Titel Album                                                         | DE | AT | CH | UK | US | Anmerkungen |
| ---- | ------------------------------------------------------------------- | --- | --- | --- | --- | --- | --- |
| 1969 | Questions 67 and 68 (kurze Version) Chicago Transit Authority       | — | — | — | — | US71 (3 Wo.)US | Erstveröffentlichung: Juli 1969 |
| 1969 | Beginnings Chicago Transit Authority                                | — | — | — | — | US7 (13 Wo.)US | Erstveröffentlichung: Oktober 1969 |
| 1970 | I’m a Man Chicago Transit Authority                                 | DE10 (5 Wo.)DE | AT21 (4 Wo.)AT | — | UK8 (11 Wo.)UK | US49 (10 Wo.)US | Erstveröffentlichung: 1970 |
| 1970 | Make Me Smile Chicago II                                            | — | — | — | — | US9 (14 Wo.)US | Erstveröffentlichung: März 1970 |
| 1970 | 25 or 6 to 4 Chicago II                                             | DE22 (2 Wo.)DE | — | — | UK7 (13 Wo.)UK | US4 (12 Wo.)US | Erstveröffentlichung: Juni 1970 |
| 1970 | Does Anybody Really Know What Time It Is? Chicago Transit Authority | — | — | — | — | US7 (13 Wo.)US | Erstveröffentlichung: Oktober 1970 |
| 1971 | Free Chicago III                                                    | DE49 (1 Wo.)DE | — | — | — | US20 (9 Wo.)US | Erstveröffentlichung: Februar 1971 |
| 1971 | Lowdown Chicago III                                                 | — | — | — | — | US35 (8 Wo.)US | Erstveröffentlichung: April 1971 |
| 1971 | Questions 67 and 68 (lange Version) Chicago Transit Authority       | — | — | — | — | US24 (10 Wo.)US | Erstveröffentlichung: September 1971                                                                                                   |
| 1972 | Saturday in the Park Chicago V                                      | — | — | — | — | US3 Gold · (12 Wo.)US | Erstveröffentlichung: Juli 1972 |
| 1972 | Dialogue (Part I & II) Chicago V                                    | — | — | — | — | US24 (10 Wo.)US | Erstveröffentlichung: Oktober 1972 |
| 1973 | Feelin’ Stronger Every Day Chicago VI                               | — | — | — | — | US10 (16 Wo.)US | Erstveröffentlichung: Juli 1973 |
| 1973 | Just You ’n’ Me Chicago VI                                          | — | — | — | — | US4 Gold · (19 Wo.)US | Erstveröffentlichung: September 1973                                                                                                   |
| 1974 | (I’ve Been) Searchin’ So Long Chicago VII                           | — | — | — | — | US9 (15 Wo.)US | Erstveröffentlichung: Februar 1974 |
| 1974 | Call on Me Chicago VII                                              | — | — | — | — | US6 (15 Wo.)US | Erstveröffentlichung: Juni 1974 |
| 1974 | Wishing You Were Here Chicago VII                                   | — | — | — | — | US11 (15 Wo.)US | Erstveröffentlichung: Oktober 1974 drei der fünf Beach Boys trugen den Hintergrundgesang bei (Carl und Dennis Wilson und Alan Jardine) |
| 1975 | Harry Truman Chicago VIII                                           | — | — | — | — | US13 (9 Wo.)US | Erstveröffentlichung: Februar 1975 |
| 1975 | Old Days Chicago VIII                                               | — | — | — | — | US5 (11 Wo.)US | Erstveröffentlichung: April 1975 |
| 1975 | Brand New Love Affair (Part I & II) Chicago VIII                    | — | — | — | — | US61 (5 Wo.)US | Erstveröffentlichung: August 1975 |
| 1976 | Another Rainy Day in New York City Chicago X                        | — | — | — | — | US32 (9 Wo.)US | Erstveröffentlichung: Juni 1976 |
| 1976 | If You Leave Me Now Chicago X                                       | DE3 (26 Wo.)DE | AT3 (20 Wo.)AT | CH3 (14 Wo.)CH | UK1 Gold · (16 Wo.)UK | US1 Platin · (21 Wo.)US | Erstveröffentlichung: Juli 1976 Grammy (Popdarbietung, Gruppe)                                                                         |
| 1977 | You Are on My Mind Chicago X                                        | — | — | — | — | US49 (7 Wo.)US | Erstveröffentlichung: März 1977 |
| 1977 | Baby, What a Big Surprise Chicago XI                                | DE49 (1 Wo.)DE | AT9 (12 Wo.)AT | — | UK41 (3 Wo.)UK | US4 (17 Wo.)US | Erstveröffentlichung: September 1977                                                                                                   |
| 1978 | Little One Chicago XI                                               | — | — | — | — | US44 (9 Wo.)US | Erstveröffentlichung: Januar 1978 |
| 1978 | Take Me Back to Chicago Chicago XI                                  | — | — | — | — | US63 (5 Wo.)US | Erstveröffentlichung: Mai 1978 |
| 1978 | Alive Again Hot Streets                                             | — | — | — | — | US14 (13 Wo.)US | Erstveröffentlichung: Oktober 1978 |
| 1978 | No Tell Lover Hot Streets                                           | — | — | — | — | US14 (15 Wo.)US | Erstveröffentlichung: Dezember 1978 |
| 1979 | Gone Long Gone Hot Streets                                          | — | — | — | — | US73 (3 Wo.)US | Erstveröffentlichung: März 1979 |
| 1979 | Must Have Been Crazy Chicago 13                                     | — | — | — | — | US83 (5 Wo.)US | Erstveröffentlichung: August 1979 |
| 1980 | Thunder and Lightning Chicago XIV                                   | — | — | — | — | US56 (9 Wo.)US | Erstveröffentlichung: Juli 1980 |
| 1982 | Hard to Say I’m Sorry Chicago 16                                    | DE6 (27 Wo.)DE | AT5 (16 Wo.)AT | CH1 (12 Wo.)CH | UK4 Silber · (15 Wo.)UK | US1 Gold · (24 Wo.)US | Erstveröffentlichung: Mai 1982 |
| 1982 | Love Me Tomorrow Chicago 16                                         | DE51 (9 Wo.)DE | — | — | — | US22 (15 Wo.)US | Erstveröffentlichung: September 1982                                                                                                   |
| 1983 | What You’re Missing Chicago 16                                      | — | — | — | — | US81 (5 Wo.)US | Erstveröffentlichung: Januar 1983 |
| 1984 | Stay the Night Chicago 17                                           | DE21 (15 Wo.)DE | — | CH9 (12 Wo.)CH | — | US16 (17 Wo.)US | Erstveröffentlichung: April 1984 |
| 1984 | Hard Habit to Break Chicago 17                                      | — | — | — | UK8 (13 Wo.)UK | US3 (25 Wo.)US | Erstveröffentlichung: Juli 1984 Grammy (Arrangement)                                                                                   |
| 1984 | You’re the Inspiration Chicago 17                                   | — | — | — | UK14 Silber · (11 Wo.)UK | US3 (22 Wo.)US | Erstveröffentlichung: November 1984 |
| 1985 | Along Comes a Woman Chicago 17                                      | — | — | — | UK96 (2 Wo.)UK | US14 (16 Wo.)US | Erstveröffentlichung: Februar 1985 |
| 1986 | Will You Still Love Me? Chicago 18                                  | — | — | — | — | US3 (23 Wo.)US | Erstveröffentlichung: Oktober 1968 |
| 1987 | If She Would Have Been Faithful … Chicago 18                        | — | — | — | — | US17 (19 Wo.)US | Erstveröffentlichung: März 1987 |
| 1987 | Niagara Falls Chicago 18                                            | — | — | — | — | US91 (3 Wo.)US | Erstveröffentlichung: Juni 1987 |
| 1988 | I Don’t Wanna Live Without Your Love Chicago 19                     | — | — | — | — | US3 (21 Wo.)US | Erstveröffentlichung: Mai 1988 |
| 1988 | Look Away Chicago 19                                                | — | — | — | UK77 (2 Wo.)UK | US1 Gold · (24 Wo.)US | Erstveröffentlichung: September 1988                                                                                                   |
| 1989 | You’re Not Alone Chicago 19                                         | — | — | — | — | US10 (17 Wo.)US | Erstveröffentlichung: Januar 1989 |
| 1989 | We Can Last Forever Chicago 19                                      | — | — | — | — | US55 (12 Wo.)US | Erstveröffentlichung: April 1989 |
| 1989 | What Kind of Man Would I Be? Chicago 19                             | — | — | — | — | US5 (18 Wo.)US | Erstveröffentlichung: November 1989 |
| 1990 | Hearts in Trouble Days of Thunder O.S.T.                            | — | — | — | — | US75 (5 Wo.)US | Erstveröffentlichung: Juli 1990 |
| 1991 | Chasin’ the Wind Twenty 1                                           | — | — | — | — | US39 (11 Wo.)US | Erstveröffentlichung: Januar 1991 |

grau schraffiert: keine Chartdaten aus diesem Jahr verfügbar
Weitere Singles
- 1979: Street Player
- 1980: Song for You
- 1991: Explain It to My Heart
- 1991: You Come to My Senses
- 1995: Dream a Little Dream of Me
- 1997: Here in my Heart
- 1997: The Only One
- 1998: All Roads Lead to You
- 1998: Show Me a Sign
- 1999: Back to You
- 2006: Feel
- 2006: Love Will Come Back
- 2008: Let's Take a Lifetime
- 2011: My Favorite Things
- 2019: All Over the World
- 2019: Sleigh Ride
- 2022: If This Is Goodbye

## Videoalben
- 2005: Live At The Greek Theatre (US: Platin)
- 2009: Live In Concert (US: Gold)

## Statistik

### Chartauswertung
|                     | DE     | AT    | CH    | UK     | US     |
| ------------------- | ------ | ----- | ----- | ------ | ------ |
| Nummer-eins-Alben   | DE—DE  | AT—AT | CH—CH | UK—UK  | US5US  |
| Top-10-Alben        | DE2DE  | AT2AT | CH1CH | UK4UK  | US12US |
| Alben in den Charts | DE15DE | AT5AT | CH7CH | UK11UK | US33US |

|                       | DE    | AT    | CH    | UK    | US     |
| --------------------- | ----- | ----- | ----- | ----- | ------ |
| Nummer-eins-Singles   | DE—DE | AT—AT | CH1CH | UK—UK | US3US  |
| Top-10-Singles        | DE3DE | AT3AT | CH3CH | UK5UK | US20US |
| Singles in den Charts | DE8DE | AT4AT | CH3CH | UK9UK | US46US |

### Auszeichnungen für Musikverkäufe
| Land/RegionAuszeichnungen für Musikverkäufe (Land/Region, Auszeichnungen, Verkäufe, Quellen) | Silber     | Gold       | Platin       | Verkäufe   | Quellen               |
| -------------------------------------------------------------------------------------------- | ---------- | ---------- | ------------ | ---------- | --------------------- |
| Australien (ARIA)                                                                            | —          | 5× Gold5   | Platin1      | 240.000    | aria.com.au           |
| Brasilien (PMB)                                                                              | —          | Gold1      | —            | 50.000     | pro-musicabr.org.br   |
| Dänemark (IFPI)                                                                              | —          | Gold1      | —            | 45.000     | ifpi.dk               |
| Deutschland (BVMI)                                                                           | —          | 2× Gold2   | —            | 500.000    | musikindustrie.de     |
| Finnland (IFPI)                                                                              | —          | Gold1      | —            | 25.327     | ifpi.fi               |
| Frankreich (SNEP)                                                                            | —          | Gold1      | —            | 100.000    | infodisc.fr           |
| Italien (FIMI)                                                                               | —          | Gold1      | —            | 100.000    | worldradiohistory.com |
| Japan (RIAJ)                                                                                 | —          | 3× Gold3   | Platin1      | 500.000    | riaj.or.jp JP2        |
| Kanada (MC)                                                                                  | —          | 12× Gold12 | 14× Platin14 | 1.865.000  | musiccanada.com       |
| Neuseeland (RMNZ)                                                                            | —          | 2× Gold2   | 2× Platin2   | 62.500     | radioscope.co.nz      |
| Niederlande (NVPI)                                                                           | —          | —          | Platin1      | 100.000    | nvpi.nl               |
| Schweden (IFPI)                                                                              | —          | Gold1      | Platin1      | 110.000    | sverigetopplistan.se  |
| Schweiz (IFPI)                                                                               | —          | Gold1      | —            | 25.000     | Einzelnachweise       |
| Spanien (Promusicae)                                                                         | —          | Gold1      | 2× Platin2   | 190.000    | elportaldemusica.es   |
| Vereinigte Staaten (RIAA)                                                                    | —          | 11× Gold11 | 38× Platin38 | 44.650.000 | riaa.com              |
| Vereinigtes Königreich (BPI)                                                                 | 4× Silber4 | 4× Gold4   | Platin1      | 1.660.000  | bpi.co.uk             |
| Insgesamt                                                                                    | 4× Silber4 | 47× Gold47 | 61× Platin61 |            |                       |